# Richard Dreyfuss
Richard Stephen Dreyfuss (Dreyfus, de nacimiento; Nueva York; 29 de octubre de 1947) es un actor estadounidense ganador del premio Óscar, del Globo de Oro y de un BAFTA.

## Biografía
Nació en la ciudad de Nueva York, hijo de un abogado. Los primeros años de su vida transcurrieron en Nueva York, hasta que, a la edad de nueve años, se trasladó con su familia a Los Ángeles.
La carrera de Dreyfuss como actor comenzó tan pronto llegó a Los Ángeles. Participaba en obras teatrales en el centro judío de Beverly Hills. A los 15 años de edad fue seleccionado para actuar en televisión. Se matriculó en la universidad, pero al año siguiente fue llamado a filas para ir a Vietnam. Se declaró objetor de conciencia y realizó un servicio alternativo como auxiliar en un hospital. Al mismo tiempo intervino en pequeños papeles de series de televisión. Durante los años siguientes actuó en varios teatros de Nueva York, tanto en Broadway, como en otros teatros.
Las primeras apariciones de Dreyfuss en el cine fueron breves intervenciones en los filmes de 1967 El valle de las muñecas (considerado su debut cinematográfico) y El graduado. Poco después intervino en Dillinger y, sobre todo, en American Graffiti (1973), película que tuvo un considerable éxito, y en la que participó también Harrison Ford.
Su primer papel protagonista lo tuvo Dreyfuss en un filme canadiense, y después ya fue contratado por Steven Spielberg para Tiburón, película con la que Dreyfuss se dio a conocer a las grandes audiencias. Dos años después Spielberg contó con él de nuevo para Close Encounters of the Third Kind (En España "Encuentros En La Tercera fase" y "Encuentros Cercanos del Tercer Tipo" en Hispanoamérica), que tuvo un éxito comparable a la anterior. A partir de entonces la carrera de Dreyfuss siguió una trayectoria ascendente. En 1977 interpretó The Goodbye Girl, película por la que ganó un Óscar como mejor actor principal. Fue el actor más joven en recibir este galardón en la historia de los Óscar.
Durante los siguientes años, Dreyfuss intervino en varias películas, pero ninguna de ellas tuvo un éxito significativo de taquilla. Esto contribuyó posiblemente a que tomase drogas en dosis crecientes, hasta que sufrió un accidente de automóvil. A raíz de ello ingresó en un centro de desintoxicación y consiguió librarse de las drogas. Volvió entonces al cine y actuó en varias películas, en las que demostró que seguía siendo el mismo gran actor. Desde entonces ha ido apareciendo de forma regular no sólo en el cine, sino también en televisión y en el teatro, y es considerado como uno de los actores más sólidos y apreciados del momento actual.
En 1995 fue Nominado al Oscar como Mejor actor y al Globo de Oro: Mejor actor por su actuación en Mr. Holland's Opus (Triunfo a la Vida). La película fue escrita por Patrick Sheane Duncan (por la cual recibió la nominación Premio Globo de Oro al mejor guion) y dirigida por Stephen Herek.
Dreyfuss estuvo casado por primera vez entre 1983 y 1995, de cuyo matrimonio tiene tres hijos. En 1999 se casó por segunda vez.
En febrero de 2014 intervino en el programa de televisión The Late Late Show, presentado por Ryan Tubridy, donde echó a llorar después de haber conocido a la nieta del actor Robert Shaw, compañero suyo en la película Jaws, quien falleció en 1978 a los 51 años de edad debido a un ataque cardiaco.
Desde febrero de 2016 interpreta al estafador Bernard Madoff en el telefilme Madoff, que está basado en el libro Las crónicas de Madoff.

## Vida privada
Richard Dreyfuss ha tenido problemas con algunos de los actores con quien ha trabajado, como por ejemplo con Robert Shaw en la película Jaws en un documental el director Steven Spielberg, Roy Scheider y el mismo Dreyfuss explican los problemas que tenían durante el rodaje. Otro es con Bill Murray en la película What About Bob?. Tampoco se llevó bien con el director Oliver Stone durante el rodaje de W., que se refería a él como un fascista.
Dreyfuss es maníaco depresivo, se lo confesó a Stephen Fry, y además sufre problemas de memoria y no es capaz de aprenderse textos largos. En 2006 apareció en el documental de Stephen Fry Stephen Fry: The Secret Life of the Manic Depressive , donde Fry, que también padece este desorden, lo entrevista en relación con su vida con la enfermedad.

## Filmografía
- 1967: El graduado
- 1968: The Young Runaways
- 1969: Hello Down There
- 1973: Dillinger
- 1973: American Graffiti
- 1974: The Second Coming of Suzanne
- 1974: The Apprenticeship of Duddy Kravitz
- 1975: Tiburón
- 1975: Inserts
- 1977: The Goodbye Girl
- 1977: Close Encounters of the Third Kind
- 1978: The Big Fix
- 1980: El concurso
- 1981: Mi vida es mía
- 1984: The Buddy System
- 1986: Cuenta conmigo
- 1986: Down and Out in Beverly Hills
- 1987: Nuts
- 1987: Procedimiento ilegal
- 1987: Tin Men
- 1989: Always
- 1989: Let It Ride
- 1989: Moon Over Parador
- 1990: Postcards from the Edge
- 1990: Rosencrantz and Guildenstern Are Dead
- 1991: What About Bob?
- 1991: Once Around
- 1993: Procedimiento ilegal II
- 1993: Lost in Yonkers
- 1994: Silent Fall
- 1995: Mr. Holland's Opus
- 1995: The American President
- 1995: The Last Word
- 1996: Mad Dog Time
- 1996: James y el melocotón gigante
- 1997: La noche cae sobre Manhattan
- 1998: La tribu de los Krippendorf
- 2001: Who Is Cletis Tout?
- 2001: The Old Man Who Read Love Stories
- 2006: Poseidón
- 2008: W.
- 2009: Leaves of Grass
- 2009: Mi vida en ruinas
- 2010: Piranha 3D
- 2010: Red
- 2013: El poder del dinero
- 2014: Intrusos
- 2019: La última carcajada
- 2019: Polar
- 2023: Sweetwater[8]

## Premios y nominaciones
Premios Óscar
| Año  | Categoría   | Película           | Resultado |
| ---- | ----------- | ------------------ | --------- |
| 1978 | Mejor actor | La chica del adiós | Ganador   |
| 1996 | Mejor actor | Mr. Holland's Opus | Nominado  |

Premios Globo de Oro
| Año  | Categoría                       | Película           | Resultado |
| ---- | ------------------------------- | ------------------ | --------- |
| 1974 | Mejor actor - Comedia o musical | American Graffiti  | Nominado  |
| 1978 | Mejor actor - Comedia o musical | The Goodbye Girl   | Ganador   |
| 1988 | Mejor actor de reparto          | Nuts               | Nominado  |
| 1996 | Mejor Actor - Drama             | Mr. Holland's Opus | Nominado  |

Premios BAFTA
| Año  | Categoría   | Película         | Resultado |
| ---- | ----------- | ---------------- | --------- |
| 1976 | Mejor actor | Jaws             | Nominado  |
| 1979 | Mejor actor | The Goodbye Girl | Ganador   |

Premios del Sindicato de Actores
| Año  | Categoría                           | Película                      | Resultado | Ref. |
| ---- | ----------------------------------- | ----------------------------- | --------- | ---- |
| 2002 | Mejor actor - Serie dramática       | The Education of Max Bickford | Nominado  |      |
| 2002 | Mejor actor - Miniserie o telefilme | The Day Reagan Was Shot       | Nominado  |      |

Festival Internacional de Cine de Venecia
| Año  | Categoría                      | Película                              | Resultado |
| ---- | ------------------------------ | ------------------------------------- | --------- |
| 1990 | Premio Pasinetti - Mejor actor | Rosencrantz y Guildenstern han muerto | Ganador   |